# 6661 Ikemura
A 6661 Ikemura (ideiglenes jelöléssel 1993 BO) a Naprendszer kisbolygóövében található aszteroida. Mizuno Josikane és Furuta Tosimasza fedezte fel 1993. január 17-én.